# Jaro Hilbert
 (août 2011).
Si vous disposez d'ouvrages ou d'articles de référence ou si vous connaissez des sites web de qualité traitant du thème abordé ici, merci de compléter l'article en donnant les références utiles à sa vérifiabilité et en les liant à la section « Notes et références ».
Pour les articles homonymes, voir Hilbert (homonymie).
Jaro Hilbert (Krško, 24 juin 1897 - Sèvres, 1er mars 1995) est un peintre, dessinateur et sculpteur français. 

## Biographie

### 1897
De parents tchèques, Jaro Hilbert naît en Slovénie. Il est le cinquième enfant d'une famille qui en compte neuf. Ingénieur des Ponts-et-chaussées, intelligent et cultivé, le père incarne l'image du pater familias. On ne parle pas à table. Jamais un signe de tendresse envers les enfants, jamais un mot à leur endroit sauf pour gronder et punir.
Jaro Hilbert sait dès seize ans qu'il sera peintre. Il peint en cachette. Mobilisé à la fin de ses études secondaires, Jaro Hilbert connaît en première ligne et jusqu'au 1918, les horreurs de la Grande Guerre. Combattant malgré lui dans les rangs autrichiens, il se refuse à donner la mort et marche au feu avec les troupes d'attaque sans cartouche et sans grenade. Il est un jour l'un des sept survivants de son unité, ce qui lui donne droit à une médaille d'argent et à une pension.

### 1919 à 1926
Jaro Hilbert fait ses études à l'école des Beaux-Arts de Prague. Il ne mettra jamais les pieds à l'école d'architecture de Ljubljana où son père l'a inscrit d'autorité en 1919. Le père coupe évidemment les vivres au fils fantasque et se radoucit lorsque Jaro est reçu troisième aux Beaux-Arts sur 400 candidats (et seulement 22 admis par le jury).
Mais Jaro Hilbert refuse l'aide de son père. Dures années cependant, dans la Prague des années 1920, lorsqu'il faut choisir entre manger ou acheter des toiles et des couleurs[réf. nécessaire].
1925 : première exposition à Ljubljana. Les années 1923, 1924 et 1925 sont marquées par des deuils familiaux et la mort du père en 1926.
Un collectionneur achète vingt-cinq toiles de l'exposition de Ljubljana. Ce modeste pactole permet à Jaro Hilbert de réaliser son rêve d'adolescence : partir pour l'Égypte, la terre des Pharaons, remonter le cours du Nil.
La lumière d’Égypte éblouit et inquiète Jaro Hilbert. Durant ses premières années au Caire, il regarde fasciné, voyage et engrange de fabuleuses impressions et il put de la bouche.[non neutre]

### 1933
La rencontre avec Sharko, sa femme, sa compagne de cinquante années n'est pas étrangère à ce retour à la réalité, à la nature et à l'exaltation de la vie sensible.
1939-1962
Les années égyptiennes sont fécondes[réf. souhaitée], ponctuées d'expositions, de voyages, notamment en Palestine, terre biblique qui inspire à Jaro Hilbert ses visions d'une humanité primordiale accordée à l'âpreté de la nature éternelle, comme en témoignent « La Cène » ou « Les Haleurs ».
Beaucoup de tableaux de cette époque expriment une beauté mystique, une spiritualité que le peintre avoue n'avoir jamais respirées nulle part ailleurs, mieux que devant la majesté et l'angoisse du désert[réf. nécessaire].
La Deuxième Guerre mondiale et celle du Proche-Orient en 1948 assombrissent la palette de Jaro Hilbert avant que la lumière n'éclate à nouveau dans les paysages tels que celui de la Mosquée de Marsa Matrouh en 1960. En 1959, il décore de vingt toiles l'église de Bardanoha en Haute-Égypte.
Jaro Hilbert abandonne Égypte pour la France. Il s'installe à Ville-d'Avray, le village de Corot. Il a soixante-cinq ans.
Pourtant Jaro Hilbert ne tarde pas à peindre à nouveau : Paysages de Ville-d'Avray, Paysages de France, Maisons d'ici et d'ailleurs, Paris, Sologne, Touraine, Pays-de-Loire, etc.

### 1962 à 1995
Vingt-deux expositions à L’Orangerie de Ville-d'Avray et dans de nombreuses villes de France. Des expositions à Montreux, Londres, à Krsko (sa ville natale), en Allemagne, à Toronto, au Canada. En 1976, la Médaille de Vermeil de la Ville de Paris lui fut décernée.
En 1987, Jaro Hilbert célèbre ses quatre-vingt-dix ans et soixante-dix années de peinture.
Il est un maître totalement indépendant qui a toujours ignoré les écoles et les coteries. 
Actif jusque dans ses dernières années, Jaro Hilbert s’éteint le 1er mars 1995.

## Œuvres
- Boulogne-Billancourt, Musée des Années Trente, La Dame en bleu, 1929, dépôt permanent du musée des Beaux-arts de Saint-Lô[3].
- Paray-le-Monial, Musée du Hiéron, La Cène, 1958, dépôt  du musée des Beaux-arts de Saint-Lô[4]
- Roubaix, La Piscine (musée), musée d'Art et d'Industrie André Diligent, Autoportrait, 1925[5].
- Saint-Lô, musée des Beaux-arts, Le Créateur de pyramides, 1928.